# Guillermo Jiménez Morales
Guillermo Jiménez Morales (Huauchinango, Puebla; 2 de diciembre de 1933) fue un abogado y político mexicano, miembro del Partido Revolucionario Institucional. Fue gobernador de Puebla entre 1981 y 1987.

## Carrera política
Guillermo Jiménez Morales es abogado egresado de la Universidad Nacional Autónoma de México, ocupó una gran cantidad de cargos dentro de la estructura del Partido Revolucionario Institucional como presidente estatal en Puebla y en el Distrito Federal y secretario de Acción Política en el Comité Ejecutivo Nacional.
En 1973 fue elegido diputado federal por primera vez por el X Distrito de Puebla a la XLIX Legislatura y en 1979 nuevamente esta vez por el XI Distrito de Puebla a la LI Legislatura.
Postulado candidato del PRI a gobernador de Puebla, fue elegido y ocupó el cargo de 1981 a 1987.
De nuevo fue elegido diputado federal en 1988 esta vez por el XXVI Distrito del Distrito Federal a la LIV Legislatura, en la que fue presidente de la Cámara de Diputados.
En 1991 el presidente Carlos Salinas de Gortari lo designó titular de la Secretaría de Pesca, que ocupó el resto del sexenio. De 1995 a 1998 fue Embajador de México en la Santa Sede y de 1998 a 2000 Subsecretario de Migración, Población y Asuntos Religiosos de la Secretaría de Gobernación (Subsecretario de Asuntos Religiosos, conforme la denominación de aquel entonces).